# Epínetro

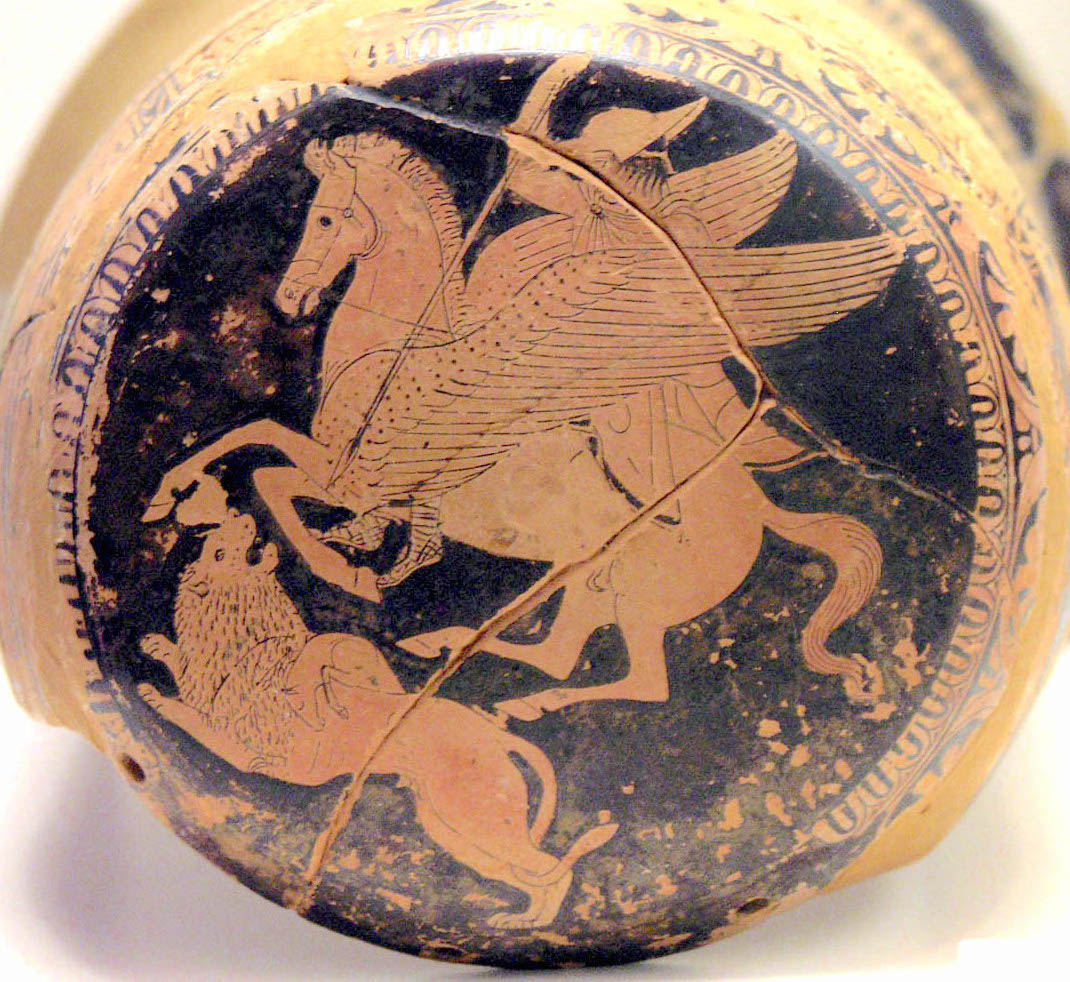
Belerofonte sobre Pégaso matando a Quimera, em um epinetro de pintura vermelha ático — 425–420 a.C..

Epínetro ou epinetro (em grego: ἐπίνητρον; romaniz.: epinetron) era um vaso ático de cerâmica associado com a tecelagem. Desconhece-se exatamente como era usado. Frequentemente, era oferecido como presente de casamento e tinha uma cabeça ou busto de Afrodite em sua proa, sendo decorado com cenas de mulheres tecendo ou até amazonas.